# Science-Fiction-Jahr 1994
Übersicht

◄◄ | ◄ | 1990 | 1991 | 1992 | 1993 | Science-Fiction-Jahr 1994 | 1995 | 1996 | 1997 | 1998 | ► | ►►

Weitere Ereignisse